# Amphilius athiensis
Amphilius athiensis är en fiskart som beskrevs av Thomson och Page 2010. Amphilius athiensis ingår i släktet Amphilius och familjen Amphiliidae. Inga underarter finns listade i Catalogue of Life.